# Delúbio Soares
Delúbio Soares de Castro (Buriti Alegre, 6 de novembro de 1955) é um sindicalista e político brasileiro filiado ao Partido dos Trabalhadores (PT), sendo expulso em 2005 após o escândalo do mensalão, no qual foi preso e condenado por corrupção ativa, tendo sua filiação de volta em 2015, após ser aprovada pelo diretório nacional do PT. Antes disto, foi tesoureiro do partido e da Central Única dos Trabalhadores (CUT). 
Trabalhou como professor, iniciou a carreira política na década de 70, e integrou o diretório nacional do PT na década de 90. 
Em 2006, Delúbio foi investigado na Máfia dos Vampiros e em 2016 alvo da Operação Lava Jato e investigado pelo crime de lavagem de dinheiro, do qual foi condenado. Em 2018 foi preso na Lava Jato pelo juiz Sergio Moro após todos os recursos serem julgados.
Em março de 2023, o Superior Tribunal de Justiça (STJ) anulou a condenação de lavagem de dinheiro no âmbito da Operação Lava Jato.

## Biografia
É formado em Matemática pela Universidade Católica de Goiás, e iniciou a política nos anos 1970. Trabalhou como professor nos colégios Bandeirantes, José de Alencar, Ateneu Dom Bosco e Lyceu de Goiânia (até 1984).
Integrou o Diretório Nacional do PT, no qual exerceu a função de Secretário Sindical (1995-2000).
Antes de ser o tesoureiro do PT, Delúbio foi também sindicalista e tesoureiro nacional da CUT. Foi coordenador das campanhas presidenciais de Luiz Inácio Lula da Silva em 1989 e 1998. Passou a ser o tesoureiro do Partido dos Trabalhadores (PT) em 2000, onde ficou conhecido nacionalmente.

## Envolvimento em corrupção

### Mensalão
Esteve no centro de graves denúncias de corrupção, após a publicação do escândalo do mensalão, e consequentemente foi expulso do Partido dos Trabalhadores, em 2005. A expulsão foi aprovada por maioria de votos no Diretório Nacional.
No dia 30 de março de 2006, o procurador-geral da República Antonio Fernando de Souza denunciou ao Supremo Tribunal Federal (STF) quarenta integrantes do mensalão. O procurador descreveu o grupo como uma organização criminosa e atribuiu sua liderança a José Dirceu, José Genoino, Delúbio e Sílvio Pereira.
Em novembro de 2012, foi condenado pelo Supremo Tribunal Federal (STF) a 8 anos e 11 meses de prisão por formação de quadrilha e corrupção ativa, sendo absolvido em 2014 do crime de formação de quadrilha, após o STF aceitar o recurso dos embargos infringentes.
Em março de 2016 teve perdão de sua pena, no mensalão. A decisão se baseia em decreto publicado no Diário Oficial da União (DOU) em dezembro de 2015, que concede perdão a presos de todo o país que se enquadrem nos critérios pré-estabelecidos pelo Conselho Nacional de Política Criminal e Penitenciária.

### Máfia dos Vampiros
Ainda em 2006, Delúbio foi acusado de envolvimento também na Máfia dos Vampiros.

### Operação Lava Jato
Em 1º de abril de 2016, Delúbio foi alvo da 27ª fase da Operação Lava Jato, batizada de Carbono 14. Contra Delúbio a justiça determinou mandado de condução coercitiva.
Em 12 de maio de 2016, a justiça aceitou a denúncia do Ministério Público Federal (MPF), e Delúbio virou réu na ação Carbono 14, pelo crime de lavagem de dinheiro, sendo condenado em 2 de março de 2017 a cinco anos de prisão em regime fechado.
Em outubro de 2016, foi denunciado pelo MPF por por lavagem de dinheiro no caso do empréstimo de 12 milhões de reais do Banco Schahin. Na mesma investigação, o MPF denunciou o ex-prefeito de Campinas Hélio de Oliveira Santos.
No dia 23 de maio de 2018, o juiz federal Sergio Moro mandou prender Delúbio após o Tribunal Regional Federal da 4ª Região (TRF4) negar o último recurso no tribunal — os embargos de declaração — essa ação penal refere-se a um desdobramento do processo que condenou o pecuarista José Carlos Bumlai e dirigentes do Banco Schahin, por empréstimo fraudulento de 12 milhões de reais concedidos pelo Banco Schahin à Bumlai.
Em 05 de março de 2023 o Superior Tribunal de Justiça (STJ) anulou a condenação de lavagem de dinheiro na Operação Lava Jato.